# Moravskoslezská fotbalová liga 1998/1999
V soubojích osmého ročníku Moravskoslezské fotbalové ligy 1998/1999 se utkalo 16 týmů každý s každým dvoukolovým systémem podzim–jaro. Tento ročník začal v srpnu 1998 a skončil v červnu 1999.
Do II. ligy postoupil vítěz, sestoupila poslední dvě mužstva.

## Nové týmy v sezoně 1998/99
- Ze II. ligy 1997/1998 sestoupilo do MSFL mužstvo FC Slovácká Slavia Uherské Hradiště.
- Z Divize D 1997/1998 postoupilo vítězné mužstvo FC Roubina Dolní Kounice a z Divize E 1997/1998 postoupilo vítězné mužstvo FC Dukla Sekopt Hranice.

## Nejlepší střelec
Nejlepším střelcem sezony se stal (stejně jako v předešlém ročníku 1997/1998) útočník Baníku Ratíškovice Petr Zemánek, který soupeřům nastřílel 18 branek.

## Konečná tabulka
| Poř. | Tým                                     | Z  | V  | R  | P  | VG | OG | B  |
| ---- | --------------------------------------- | -- | -- | -- | -- | -- | -- | -- |
| 1.   | SK Baník Ratíškovice                    | 30 | 20 | 4  | 6  | 65 | 29 | 64 |
| 2.   | FC MSA Dolní Benešov                    | 30 | 17 | 6  | 7  | 60 | 30 | 57 |
| 3.   | FC PSJ Jihlava                          | 30 | 15 | 7  | 8  | 51 | 34 | 52 |
| 4.   | SK UNEX Uničov                          | 30 | 12 | 13 | 5  | 44 | 39 | 49 |
| 5.   | FC Baník Ostrava „B“                    | 30 | 13 | 6  | 11 | 36 | 19 | 45 |
| 6.   | FC Boby Brno „B“                        | 30 | 12 | 9  | 9  | 41 | 38 | 45 |
| 7.   | FC Dolní Kounice (N)                    | 30 | 12 | 8  | 10 | 32 | 30 | 44 |
| 8.   | SK Sigma Olomouc „B“                    | 30 | 11 | 10 | 9  | 57 | 50 | 43 |
| 9.   | FC VMG Kyjov                            | 30 | 11 | 9  | 10 | 49 | 45 | 42 |
| 10.  | SK Hranice                              | 30 | 11 | 6  | 13 | 31 | 42 | 39 |
| 11.  | TJ Biocel Vratimov                      | 30 | 9  | 11 | 10 | 44 | 43 | 38 |
| 12.  | FC Kunovice                             | 30 | 11 | 4  | 15 | 47 | 47 | 37 |
| 13.  | FC Dukla SEKOPT Hranice (N)             | 30 | 10 | 6  | 14 | 39 | 38 | 36 |
| 14.  | FC Zeman Brno                           | 30 | 10 | 6  | 14 | 32 | 40 | 36 |
| 15.  | FC Slovácká Slavia Uherské Hradiště (S) | 30 | 4  | 9  | 17 | 20 | 60 | 21 |
| 16.  | FK Krnov                                | 30 | 3  | 4  | 23 | 23 | 87 | 13 |

Poznámky:
- Z = Odehrané zápasy; V = Vítězství; R = Remízy; P = Prohry; VG = Vstřelené góly; OG = Obdržené góly; B = Body; (S) = Mužstvo sestoupivší z vyšší soutěže; (N) = Mužstvo postoupivší z nižší soutěže (nováček)
- O pořadí na 5. a 6. místě rozhodla bilance vzájemných zápasů: Ostrava B – Brno B 2:0, Brno B – Ostrava B 0:0
- O pořadí na 13. a 14. místě rozhodla bilance vzájemných zápasů: Dukla Hranice – Zeman Brno 0:1, Zeman Brno – Dukla Hranice 1:3

Zkratky:
- FC = Football club; FK = Fotbalový klub; MSA = Moravsko-Slezské armatury; PSJ = Pozemní stavby Jihlava; SEKOPT = název sponzora klubu; SK = Sportovní klub; UNEX = název sponzora klubu; VMG = Vetropack Moravia Glass (název sponzora klubu)

|  | Postup do II. ligy 1999/2000 |
|  | Sestup do Divize D 1999/2000 |
|  | Sestup do Divize E 1999/2000 |

## Výsledky
|                                     | KRN | HRA | OLO | RAT | OVA | KYJ | UNI | DBE | VRA | ZEM | DKO | JIH | KUN | BRN | DUH | SLO |
| ----------------------------------- | --- | --- | --- | --- | --- | --- | --- | --- | --- | --- | --- | --- | --- | --- | --- | --- |
| FK Krnov                            | —   | 6:1 | 2:1 | 0:7 | 0:2 | 3:3 | 1:3 | 0:3 | 0:2 | 1:2 | 1:2 | 0:0 | 0:2 | 2:4 | 2:1 | 0:1 |
| SK Hranice                          | 3:0 | —   | 2:2 | 1:4 | 1:0 | 5:1 | 1:1 | 1:0 | 2:1 | 1:0 | 0:0 | 0:0 | 2:1 | 3:0 | 3:1 | 2:0 |
| SK Sigma Olomouc „B“                | 7:0 | 2:0 | —   | 0:1 | 2:0 | 1:1 | 1:1 | 2:2 | 2:3 | 3:0 | 0:0 | 5:2 | 3:2 | 2:4 | 1:0 | 4:2 |
| SK Baník Ratíškovice                | 2:0 | 0:0 | 2:1 | —   | 2:1 | 2:3 | 5:1 | 2:1 | 2:0 | 2:0 | 1:2 | 2:0 | 3:0 | 0:1 | 3:3 | 6:1 |
| FC Baník Ostrava „B“                | 3:0 | 0:0 | 1:1 | 4:0 | —   | 0:0 | 3:0 | 1:3 | 0:1 | 0:1 | 1:0 | 2:0 | 2:1 | 2:0 | 2:0 | 4:0 |
| AFK VMG Kyjov                       | 6:1 | 3:0 | 1:2 | 1:1 | 1:0 | —   | 2:0 | 1:2 | 3:1 | 3:2 | 0:0 | 2:0 | 1:1 | 4:1 | 2:2 | 2:0 |
| SK UNEX Uničov                      | 1:1 | 2:1 | 2:2 | 1:0 | 1:0 | 1:0 | —   | 3:3 | 2:2 | 2:0 | 2:1 | 1:1 | 3:1 | 1:1 | 3:2 | 4:0 |
| FC MSA Dolní Benešov                | 1:1 | 1:0 | 4:5 | 1:1 | 1:0 | 5:0 | 2:2 | —   | 1:0 | 6:1 | 3:0 | 4:2 | 4:0 | 1:0 | 0:1 | 4:0 |
| TJ Biocel Vratimov                  | 4:1 | 2:0 | 0:0 | 1:2 | 2:1 | 3:1 | 1:1 | 0:1 | —   | 1:1 | 0:0 | 3:3 | 0:2 | 2:2 | 2:0 | 0:0 |
| FC Zeman Brno                       | 5:0 | 2:1 | 2:1 | 1:3 | 0:0 | 2:2 | 1:2 | 1:0 | 1:1 | —   | 2:1 | 2:0 | 0:1 | 0:1 | 1:3 | 0:0 |
| FC Dolní Kounice                    | 3:0 | 1:0 | 0:1 | 0:1 | 0:4 | 3:2 | 2:0 | 0:1 | 2:1 | 1:0 | —   | 2:4 | 1:0 | 4:1 | 2:1 | 5:0 |
| FC PSJ Jihlava                      | 5:0 | 2:0 | 4:0 | 0:1 | 2:0 | 2:0 | 4:2 | 1:1 | 7:2 | 1:0 | 1:0 | —   | 2:1 | 1:1 | 1:0 | 1:1 |
| FC Kunovice                         | 2:0 | 2:0 | 5:2 | 0:1 | 0:1 | 4:3 | 0:1 | 2:0 | 3:3 | 2:2 | 0:0 | 1:2 | —   | 2:1 | 2:3 | 2:1 |
| FC Boby Brno „B“                    | 4:1 | 4:0 | 1:1 | 0:3 | 0:0 | 0:1 | 0:0 | 1:0 | 3:1 | 1:0 | 1:1 | 1:0 | 3:2 | —   | 1:1 | 2:0 |
| FC Dukla SEKOPT Hranice             | 5:0 | 0:1 | 2:0 | 4:3 | 0:1 | 1:0 | 1:1 | 1:2 | 0:0 | 0:1 | 0:0 | 0:1 | 3:1 | 1:0 | —   | 3:1 |
| FC Slovácká Slavia Uherské Hradiště | 2:0 | 1:0 | 3:3 | 1:3 | 0:0 | 0:0 | 0:0 | 1:3 | 0:5 | 0:2 | 2:2 | 0:2 | 0:2 | 2:2 | 1:0 | —   |

## Soupisky mužstev

### FC PSJ Jihlava
Martin Bílek (-/0),
Martin Padrnos (-/0),
Pavel Pospíchal (-/0) -
Milan Bakeš (-/1),
Daniel Bratršovský (-/0),
Vladimír Hekerle (-/0),
M. Holec (-/0),
R. Chylík (-/0),
Michal Kadlec (-/5),
Tomáš Kaplan (-/4),
Ivo Koníř (-/8),
M. Kovář (-/0),
P. Kračmar (-/0),
P. Kuchta (-/0),
J. Novický (-/0),
D. Pokorný (-/0),
Radek Sláma (-/1),
Lubomír Slavík (-/0),
... Sobek (-/0),
L. Staněk (-/16),
P. Svítil (-/0),
M. Šancl (-/4),
Petr Tržil (-/0),
L. Vítů  (-/1),
Robert Wendl (-/1),
P. Wiener (-/0),
Martin Zimčík (-/2) -
trenér Jiří Novotný

### FC Baník Ostrava „B“
D. Dujsík (-/0),
R. Schwan (-/0) -
Milan Baroš (-/1),
Lubomír Blaha (-/3),
Aleš Broulík (-/2),
Robert Caha (-/1),
Z. Duda (-/0),
Josef Dvorník (-/2),
T. Gašparík (-/0),
Josef Hoffmann (-/0),
Miroslav Kaloč (-/1),
Rostislav Kiša (-/1),
Radim Kohút (-/0),
Lubor Knapp (-/0),
Radek Kreml (-/2),
Lubomír Kubica (-/3),
Michael Kubík (-/1),
M. Kučera (-/3),
Milan Páleník (-/4),
J. Páník (-/0),
Daniel Rygel (-/1),
Petr Sedlák (-/1),
Vladimír Skalba (-/0),
Martin Sviták (-/0),
M. Šubrt (-/0),
Radim Wozniak (-/0),
Libor Žůrek (-/11) -
trenér Pavol Michalík

### FC Boby Brno „B“
M. Brzobohatý (-/0),
Tomáš Kučerňák (-/0) –
Tomáš Abrahám (-/6),
Libor Došek (-/1),
Lukáš Jiříkovský (-/7),
Michal Kolomazník (-/2),
Jiří Kopunec (-/0),
M. Kropáček (-/5),
Karel Kroupa (-/2),
Patrik Křap (-/1),
Milan Macík (-/1),
Pavel Mezlík (-/1),
Petr Musil (-/0),
L. Navrátil (-/0),
Lukáš Nechvátal (-/1),
Jan Palinek (-/2),
Jan Polák (-/1),
M. Poredský (-/1),
Miroslav Prchlý (-/2),
K. Průša (-/0),
T. Říha (-/0),
Patrik Siegl (-/1),
L. Svat (-/4),
Petr Švancara (-/3),
Karel Večeřa (-/3),
Jan Votava (-/1),
Martin Zbončák (-/1),
Martin Živný  (-/0) –
trenér Oldřich Janusicza

### SK Sigma Olomouc „B“
Petr Jurčík (-/0) - 
Milan Bakeš (-/0),
Jiří Balcárek (-/1),
David Čep (-/0),
Radek Drulák ml. (-/8),
P. Fiala (-/0),
Jiří Gába (-/1),
David Hodinář (-/0),
Martin Horák (-/2),
M. Hýbner (-/5),
Aleš Chmelíček (-/9),
Václav Knop (-/5),
David Kobylík (-/6),
Aleš Látal (-/3),
Karel Maceček (-/5),
M. Podaný (-/0),
David Rozehnal (-/3),
Radek Řehák (-/0),
J. Stach (-/0),
Michal Ševela (-/3),
F. Uhlíř (-/0),
Tomáš Večeřa (-/3),
Viktor Vinklárek (-/0),
Pavel Zavadil (-/6) -
trenér Leoš Kalvoda

### FC Slovácká Slavia Uherské Hradiště
J. Bartoš (-/0),
Zbyněk Sedláček (-/0) –
Ladislav Beníček (-/2),
Pavel Buchta (-/0),
Ivo Čermák (-/0),
Pavel Frýbort (-/0),
Josef Herodes (-/0),
Aleš Hrabalík (-/0),
Pavel Chlachula (-/2),
Miroslav Kučera (-/0),
Jan Kuzma (-/0),
Michal Lakůvka (/1),
Miroslav Lecián (-/1),
M. Lysoněk (-/0),
Alexandr Machala (-/0),
R. Mazáč (-/3),
Roman Mikulášek (-/2),
Ladislav Minář (-/0),
J. Mojžíš (-/0),
Robert Nekarda (-/1),
P. Novotný (-/0),
Jan Obenrauch (-/3),
P. Oharek (-/0),
M. Orlovský (-/0),
Stanislav Popelka (-/0),
Jiří Řezník (-/0),
D. Sklenka (-/0),
Stanislav Strakoš (-/3),
... Vanda (-/2),
Robert Veselý (-/0),
Martin Zimčík (-/0) –
trenéři Lubomír Blaha st. a Pavel Franěk